# أكيرونو (طوكيو)

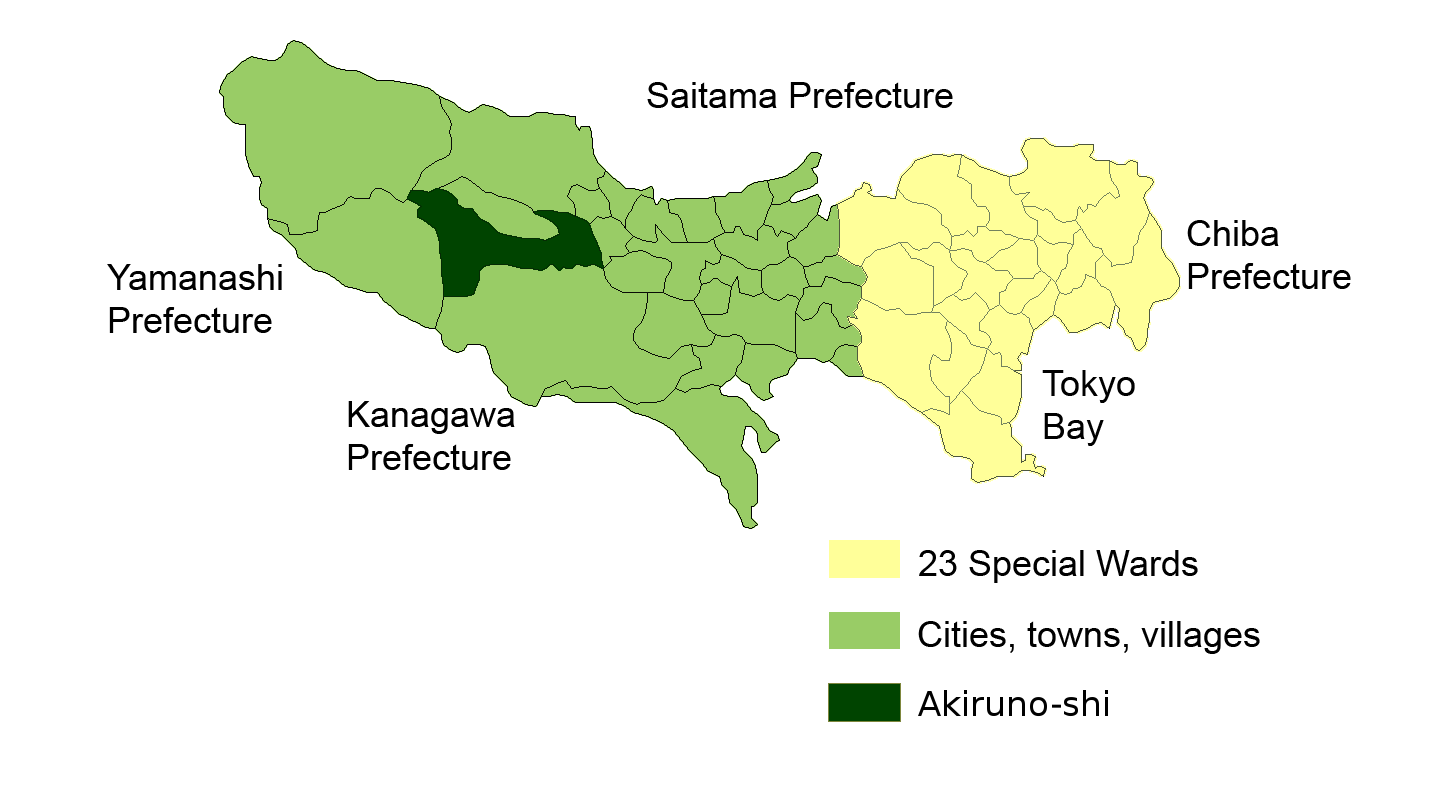
موقع مدينة أكيرونو ضمن محافظة طوكيو

مدينة أكيرونو (باليابانية あきる野市) هي مدينة تقع في طوكيو، اليابان.
في عام 2008، وصل التعداد السكاني للمدينة إلى 81,475 نسمة والكثافة السكانية 1,084.63 نسمة في الكيلومتر مربع، والمساحة الإجمالية 73.34 كم مربع. تم تأسيس المدينة في الأول من سبتمبر 1995.

## وصلات خارجية
- موقع مدينة أكيرونو باللغة اليابانية